# Scytalopus petrophilus
A Scytalopus petrophilus a madarak osztályának verébalakúak (Passeriformes) rendjébe és a fedettcsőrűfélék (Rhinocryptidae) családjába tartozó faj.

## Rendszerezése
A fajt Bret M. Whitney, Marcelo Ferreira de Vasconcelos, Luís Fábio Silveira és José Fernando Pacheco írták le 2010-ben.

## Előfordulása
Brazília keleti részén honos. Természetes élőhelyei a szubtrópusi és trópusi hegyi esőerdők és cserjések, sziklás környezetben. Állandó, nem vonuló faj.

## Megjelenése
Testhossza 10 centiméter, testtömege 11-16 gramm.

## Természetvédelmi helyzete
Az elterjedési területe nagy, egyedszáma ugyan csökken, de még nem éri el a kritikus szintet. A Természetvédelmi Világszövetség Vörös listáján nem fenyegetett fajként szerepel.